# Sram
Pour les articles homonymes, voir SRAM.
Sram est une fiction interactive et un des précurseurs du genre « aventure texte », il est sorti en 1986 sur Amstrad CPC.
Édité par ERE Informatique, le jeu a été conçu par Jacques Hemonic, Serge Hauduc et Ludovic Hauduc. Une suite est sortie sous le nom de Sram 2 plus tard dans la même année.

## Système de jeu
SRAM se distingue par un système particulier d'analyse syntaxique, le joueur devant saisir des phrases au clavier pour indiquer au jeu ce qu'il veut faire. Chaque phrase est analysée par le jeu qui déclenche une action si celle-ci est possible et affiche dans tous les cas une réponse, humoristique la plupart du temps, avec plusieurs réponses possibles pour la même question. Par exemple à la question « Aide ? », le jeu répondra parfois « Aide-toi et le ciel t'aidera ».
Dans SRAM, l'aventure se déroule à travers une série de tableaux graphiques. Chaque tableau donne au joueur la possibilité de réaliser une ou plusieurs actions dans un ordre qu'il faudra découvrir. Les déplacements sont effectués en suivant les points cardinaux (nord, sud, est, ouest). Le joueur se promène ainsi à travers un monde fictif et doit récupérer des objets en fouillant le territoire, en discutant avec des personnages et en faisant du troc.